# Катичев
Катичев (бел. Кацічаў) — деревня в Комаринском сельсовете Брагинского района Гомельской области Белоруссии.

## География

### Расположение
В 54 км на юго-восток от Брагина, 10 км от железнодорожной станции Иолча (на линии Овруч — Полтава), 172 км от Гомеля.

## Транспортная система
Транспортные связи по просёлочной, затем автомобильной дороге Комарин — Брагин. Планировка состоит из прямолинейной улицы, близкой к меридиональной ориентации, к которой на юге присоединяется переулок. Застройка неплотная, деревянная, усадебного типа.

## История
По письменным источникам известна с XVIII века. В 1811 году упомянута как деревня в Речицком уезде Минской губернии, владение Ракицких. В 1850 году владение помещика Прозора. Согласно переписи 1897 года деревня Карлов-Катичев. В 1908 году в Иолченской волости.
С 8 декабря 1926 года по 30 декабря 1927 года центр Катичевского сельсовета Комаринского района Речицкого округа. В 1929 году организован колхоз «Красный цветок», работали конная мельница и кузница. Во время Великой Отечественной войны на фронтах и в партизанской борьбе погибли 23 жителя деревни. В память о погибших в 1979 году в центре деревни установлен обелиск. В 1959 году в составе совхоза «Красное» (центр — деревня Красное).

## Население

### Численность
- 2004 год — 12 хозяйств, 17 жителей.

### Динамика
- 1834 год — 12 дворов.
- 1850 год — 105 жителей.
- 1897 год — 32 двора, 224 жителя (согласно переписи).
- 1908 год — 243 жителя.
- 1959 год — 234 жителя (согласно переписи).
- 2004 год — 12 хозяйств, 17 жителей.